# Dibrova, Dolîna
Dibrova (în ucraineană Діброва) este un sat în comuna Solukiv din raionul Dolîna, regiunea Ivano-Frankivsk, Ucraina.

## Demografie
Componența lingvistică a localității Dibrova
     Ucraineană (99,35%)
     Alte limbi (0,65%)
Conform recensământului din 2001, majoritatea populației localității Dibrova era vorbitoare de ucraineană (99,35%), existând în minoritate și vorbitori de alte limbi.